# Rhaphuma hooraiana
Rhaphuma hooraiana är en skalbaggsart som beskrevs av Masaki Matsushita 1943. Rhaphuma hooraiana ingår i släktet Rhaphuma och familjen långhorningar.
Artens utbredningsområde är Taiwan. Inga underarter finns listade i Catalogue of Life.